# Дания на зимних Олимпийских играх 1952
Дания принимала участие в Зимних Олимпийских играх 1952 года в Осло (Норвегия) во второй раз за свою историю, но не завоевала ни одной медали.

## Состав сборной

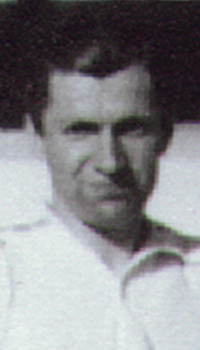
Пер Кок-Клаусен

Страну представлял один спортсмен: 39-летний фигурист Пер Кок-Клаусен. Ранее он участвовал в предыдущих Олимпийских играх, а также не раз выигрывал национальное первенство и Чемпионат северных стран по фигурному катанию.

## Результаты
Соревнования среди мужчин проходили 19 и 21 февраля на стадионе «Бислетт», соревновались 14 спортсменов из 11 стран.
Пер Кок-Клаусен занял последнее, 14 место, хотя по сумме мест (112) сравнялся с венгром Дьордьем Чако и финном Калле Туулосом, а по сумме баллов даже обходил их.
| Место | Спортсмен       | Страна | Обязательные фигуры | Произвольная программа | Баллы   | Сумма мест |
| ----- | --------------- | ------ | ------------------- | ---------------------- | ------- | ---------- |
| 14    | Пер Кок-Клаусен | Дания  | 10                  | 11                     | 133.722 | 112        |